# N-ビニルアセトアミド
N-ビニルアセトアミド（NVA)は、水および各種の有機溶媒に溶解し、
目的に応じて多様なラジカル重合方法を選択できる非イオン性の親水性・親アルコール性モノマー。
種々のモノマーとの共重合体は、従来の親水性高分子がもつ機能に加え、新しい合成高分子として種々の実用的価値の発現が期待される。

## 歴史
1967年に、米国で初めて合成された両親媒性のモノマー。
当時は「重合しないモノマー」として認知されていた。
1997年に昭和電工が工業化に成功している。

## 性質
水をはじめ、アルコールと言った各種有機溶媒、液性ビニルモノマーに可溶。
また種々のモノマーとの共重合体は、従来の親水性高分子がもつ機能を持つ。
またNVA自体が溶媒的性質を持つので、難溶性物質の溶解助剤になる。例えばアセトニトリルは水に難溶であるが、NVAを添加すると水に溶解し、均一な溶液となる。